# Ишбара-ябгу
Ишбара-ябгу (д/н — 661) — 2-й ябгу Тохаристана в 630—661 годах.

## Жизнеописание
Происходил из династии ябгу Тохаристана, ветви тюркской династии Ашина. Сын Тардуш-ябгу и дочери Цю Бойя, вана Гаочана. В 630 году влюбился в свою мачеху и сестру одновременно, в результате чего отравил отца. Захватил трон и женился на мачехе.
В 642 году столкнулся с беглым каганом Ирбис-Дулу, захватившим Кундуз. Вёл ожесточённые войны с ним до 653 года.
В 645 году воспользовался ослаблением Западно-тюркского каганата, став фактически независимым. В 650 году признал превосходство империи Тан. Впервые среди ябгу стал чеканить собственные монеты в сасанидском стиле. Монетный двор располагался в Хуспе. На монетах высечено было Ишбара-ябгу с тиарой, украшенной головой быка и двумя крыльями. Впоследствии были открыты монетные дворы в Герате и Шубургане.
Вероятно, именно Ишбара-ябгу был руководителем нападения на персидского шаха (беженца) Йездегерда III. Возможно, нападение устроил его подчинённый Бижан-Тархан. В 652 году столкнулся со вторжением арабов во главе с Абдаллахом ибн Амром. В 653 году потерпел поражение, потеряв большинство владений, в том числе Балх. Власть ябгу сохранялась только в Кундузе и Бадахшане.
В 656 году получил помощь от танских военных, объединил согдийских и тохарских князей, перейдя в наступление. В это время в Арабском халифате началась борьба за власть. В 659 году после гибели Дженджу-шада (сына Ирбис-Дулу-кагана) отвоевал Кундуз, но вынужден был подтвердить превосходство танского императора Гао-цзуна. В результате были отвоёваны утраченные земли, а также Восточный Хорасан с городом Нишапур. Здесь был объявлен персидским шахом представитель Сасанидов — Пероз III.
Вероятно, свергнут в 661 году синсиван-каганом Ашина Мише-шадом, поставившим во главе Тохаристана своего сына Бабу-ябгу.